# Poliziotti alle Hawaii
Poliziotti alle Hawaii (Hawaiian Heat) è una serie televisiva statunitense in 10 episodi trasmessi per la prima volta nel corso di una sola stagione nel 1984. La serie era stata preceduta da un film per la televisione pilota della durata di 93 minuti trasmesso il 14 settembre 1984 sulla ABC.

## Trama
La serie poliziesca è incentrata sulle vicende di Mac Riley e Andy Senkowski, due poliziotti di Chicago che lasciano il loro lavoro per diventare detective alle Hawaii. I due sono costretti a trasferirsi dopo che il padre di Mac, che lavora anche lui nella polizia di Chicago, è coinvolto in un caso di corruzione.

## Episodi
| Stagione       | Episodi        | Prima TV USA |
| -------------- | -------------- | ------------ |
| Prima stagione | 10 + un pilota | 1984         |

## Personaggi e interpreti
- Mac Riley (10 episodi, 1984), interpretato da Robert Ginty.
- Andy Senkowski (10 episodi, 1984), interpretato da Jeff McCracken.
- Irene Gorley (10 episodi, 1984), interpretata da Tracy Scoggins.
È l'elicotterista, vive nella stessa casa di Mac e Andy.
- Harker (10 episodi, 1984), interpretato da Branscombe Richmond.
- Maggiore Taro Oshira (10 episodi, 1984), interpretato da Mako.
È il maggiore del dipartimento della polizia di Honolulu.

### Guest star
Tra le guest star: Shelley Winters, Brianne Leary, Lorna Patterson, Donna Dixon, Jennifer Holmes, Marta Dubois, Cindy Morgan, Moe Keale, James Sloyan, Fritz Weaver, Tige Andrews, Pat Corley, Manu Tupou, John Fujioka, David Hemmings, Peter Donat, Charles Rocket.

## Produzione
La serie, ideata da James D. Parriott, fu prodotta da Dean Zanetos, J. Daniel Nichols e Bill Schwartz e girata all'Hilton Hawaiian Village a Honolulu, alle Hawaii. Il pilota fu girato a Chicago. Le musiche furono composte da J.A.C. Redford.
Tra i registi sono accreditati Victoria Tarazi, in 8 episodi (1984), e David Hemmings, in 2 episodi (1984).
Tra gli sceneggiatori sono accreditati: Gregory S. Dinallo, George Geiger, Rob Gilmer, James D. Parriott, William A. Schwartz, Lee Shamberg e Nick Thiel. 

## Distribuzione
La serie fu trasmessa negli Stati Uniti dal 21 settembre 1984 al 21 dicembre 1984 sulla rete televisiva ABC. In Italia è stata trasmessa su Italia 1 con il titolo Poliziotti alle Hawaii.